# The Robbery
"The Robbery" é o quarto episódio produzido da primeira temporada da série de comédia da NBC, Seinfeld. Foi ao ar como o terceiro episódio da temporada em 7 de junho de 1990. Foi escrito por Matt Goldman, sendo então esse o primeiro episódio de Seinfeld não escrito pelos criadores da série: Jerry Seinfeld e Larry David.
No episódio, Jerry Seinfeld deixa Elaine Benes tomando conta de seu apartamento enquanto ele viaja a trabalho. Quando ele volta, descobre que seu apartamento foi assaltado depois que Kramer deixa a porta da frente aberta. Enquanto Kramer promete que vai encontrar os assaltantes, George  oferece a chance de se mudar para um apartamento melhor, o que Jerry aceita, e isso permite que Elaine se mude para o apartamento de Jerry, se livrando de sua irritante colega de quarto Tina.

## História
Jerry viaja para se apresentar em Minneapolis, deixando Elaine para tomar conta de seu apartamento. Elaine está tendo problemas com sua colega de quarto, Tina, que é uma "garçonete/atriz" esperando conseguir um papel, e pede a George se ele pode achar um novo lugar para ela morar. Então ela tenta convencer Jerry a lhe dar seu apartamento atual, enquanto George oferece a Jerry um novo apartamento na West 83rd Street que ele diz ser ótimo, mas Jerry recusa. Quando Jerry volta, ele descobre que seu apartamento foi roubado porque Kramer deixou a porta aberta sem querer. Tentando consertar o problema, KRamer, promete achar os itens roubados.
Depois do roubo, Elaine ainda pede a Jerry que lhe dê seu apartamento. Jerry decide dar uma olhada no novo apartamento antes. O apartamento é ótimo e Jerry o aceita, permitindo assim que Elaine se mude para seu apartamento antigo. Jerry está prester a assinar o contrato de repasse do apartamento quando George diz que se ele estiver em dúvida, melhor não aceitar o novo apartamento. Isso faz com que Jerry pense que George quer o apartamento para si. Os dois discutem e, como resultado, nenhum dos dois querem se mudar. Eles apostam pelo apartamento e Jerry ganha. Enquanto isso, Kramer diz que ele acha que sabe onde os objetos roubados de Jerry estão, e suspeita de um inglês no corredor que nega ter qualquer "bagulho" com ele.
Mais tarde, no Monk's Cafe, Jerry volta atrás no acordo e decide não aceitar o apartamento porque George o quer. Os dois continuam a discutir sobre quem deveria aceitar e decidem que nenhum deles deveria. Uma garçonete, Carolyn (Anita Wise), ouve a conversa deles e George oferece o apartamento para ela. Ela aceita e convida eles e Elaine para a festa de boas-vindas, mas está claro que Jerry, George e Elaine não estão se dando bem. Eles ouvem duas pessoas conversando sobre alguém se mudando de um apartamento, e os três perguntam qual é o aluguel.

## Produção
"The Robbery" foi escrito por Matt Goldman, um estreante, fazendo então com que esse fosse o primeiro episódio não escrito por Seinfeld ou David e o único da temporada não escrito pelos dois.  Foi dirigido por Tom Cherones. A ideia do episódio veio das próprias experiências de Seinfeld com seu apartamento sendo roubado quando ele era estudante, apesar do fato de que em vez de a porta ter sido deixada destrancada como no episódio, os ladrões entraram quebrando as paredes.  Castle Rock Entertainment deu ao co-criador da série Larry David US$20.000 de bônus e ele foi promovido a produtor executivo por seu trabalho no episódio. Durante as filmagens do episódio, um terremoto atingiu o set, mas ninguém se feriu.
O episódio é o primeiro a citar a personagem Tina, colega de quarto de Elaine, embora ela não apareça no episódio. Também é o primeiro episódio que mostra Kramer fazendo uma entrada deslizando no apartamento de Jerry, o que se tornou uma marca dele nos episódios posteriores. Carolyn, a garçonete, e seu marido Larry, têm esse nome em homenagem à irmã e ao cunhado de Seinfeld. 
No esboço original do roteiro, o inglês é chamado de "Berbick". No mesmo roteiro, Elaine pergunta a Jerry o que aconteceu entre Kramer e o inglês, ao que Jerry responde "Kramer ficou lá por três horas. Eles são melhores amigos agora."

## Recepção
Quando o episódio foi ao ar, recebeu uma pontuação Nielsen Ratings de 13,6/24. Isso significa que o episódio foi assistido por 13,6% dos americanos em casa, e que 24% de todas as televisões ligadas naquela hora estavam no episódio.
O episódio recebeu críticas mistas. Andy Patrizio da IGN.com escreveu que foi o melhor episódio da primeira temporada, dizendo que ele mostrou "a dinâmica que definiria a série".